# Oscar Pistorius
Oscar Leonard Carl Pistorius (/pɪsˈtɔːriəs/ là một vận động viên Điền kinh người Nam Phi, được xem là "người không chân nhanh nhất", và Blade Runner ("lưỡi dao chạy"), và giữ kỷ lục thế giới. Mặc dù cả hai chân Pistorius đã được phẫu thuật cắt bỏ phần dưới đầu gối khi anh được 11 tháng tuổi do bất thường bẩm sinh, anh đã cạnh tranh trong các sự kiện thi đấu điền kinh cho người khuyết tật và cả những giải cho người bình thường, nhờ vào một đôi chân giả làm từ nhựa dẻo gia cố với sợi carbon.

## Thành tích thể thao
Sau khi trở thành một nhà vô địch Paralympic (Thế vận hội dành cho người Khuyết tật), Pistorius đã cố gắng để tham gia các cuộc thi quốc tế cho người bình thường, mặc dù với sự phản đối liên tục của IAAF (Liên đoàn Điền kinh Quốc tế) vì họ cho rằng với chân giả có thể cung cấp cho anh một lợi thế không công bằng. Pistorius cuối cùng đã thắng trong tranh chấp pháp lý này. Tại giải Vô địch thế giới Điền kinh 2011, Pistorius đã trở thành người khuyết chi đầu tiên để giành chiến thắng trong một giải thi đấu của người bình thường. Tại Thế vận hội Mùa hè 2012, Pistorius đã trở thành người đầu tiên cụt hai chân đã tham gia vào Thế vận hội bình thường khi anh thi chạy 400 mét và 4 × 400 mét tiếp sức. Tại Paralympic mùa hè năm 2012, Pistorius đã giành huy chương vàng trong cuộc đua 400 mét nam và 4 x 100 mét tiếp sức, thiết lập kỷ lục thế giới ở cả hai sự kiện đó. Anh cũng đã giành Huy chương bạc trong cuộc đua 200 mét, và thiết lập một kỷ lục thế giới ở bán kết.

## Vụ án năm 2013-2014
Sau khi bạn gái anh là Reeva Steenkamp được tìm thấy bị bắn chết vào ngày Lễ Tình nhân Valentine tháng 2 năm 2013 trong căn hộ của họ, anh đã bị bắt giữ và cáo buộc tội giết người. Tại phiên tòa xét xử vào ngày 11 tháng 9 năm 2014 tại Nam Phi, anh không bị tòa án kết tội cố tình giết người, nhưng phạm tội ngộ sát ("Culpable homicide", theo luật Nam Phi là "giết người không chủ ý vì cẩu thả trái pháp luật"). Ngày 21 tháng 10 năm 2014, Pistorius bị tuyên án tù tối đa là 5 năm cho tội ngộ sát và đồng thời 3 năm tù treo cho riêng việc sử dụng vũ khí trái phép và đe dọa thiếu thận trọng. Đến 20 tháng 10 năm 2015, Pistorius được tại ngoại chỉ sau 12 tháng ngồi tù. Tuy nhiên tháng 7 năm 2016, tại phiên tòa xét xử lại, Tòa Thượng thẩm Nam Phi đã kết án Pistorius tội cố sát (thay vì ngộ sát như trước) và bị tù 6 năm, phải tiếp tục thực hiện án tù.
Trong bộ phim năm 2017 nói về quá trình diễn ra vụ án đã thể hiện trong đời sống anh là một người có tính bạo lực thích giết chóc động vật và cảnh sát đã điều tra lại chính anh là kẻ cố tình giết người yêu chứ không phải là vô ý.